# Pierre Lissarrague
Pour les articles homonymes, voir Lissarrague.
Le général de division aérienne Pierre Jules Lissarrague, né le 9 février 1920 à Buenos Aires (Argentine) et mort le 18 août 2008, à Paris, est un aviateur et général français. Il fut directeur du Musée de l'Air et de l'Espace de 1973 à 1986.

## Publications
- Pierre Lissarrague, Clément Ader, inventeur d'avions, Toulouse, Privat, 1990, 320 p. (ISBN 2-7089-5355-9)[4].
- Pierre Lissarrague et Alain Dégardin, Le Musée de l'air et de l'espace, Rennes, Ouest-France, 1982, 32 p. (ISBN 2-85882-440-1)[4].
- Pierre Lissarrague, Premiers envols, Paris, J. Cuénot, 1982, 175 p. (ISBN 2-86348-010-3)[4].
- Pierre Lissarrague et Charles Christienne, Histoire de l’Aviation militaire française, Paris, Charles Lavauzelle, 1981, 310 p.[4].

## Distinctions
- Grand-croix de la Légion d'honneur[5]
- Grand officier de l'ordre national du Mérite (1985)[6]
- Croix de guerre des Théâtres d'opérations extérieurs [7],[8],[1],[9]
- Médaille de l'Aéronautique [7],[8],[1],[9]